# Moderne gotiek

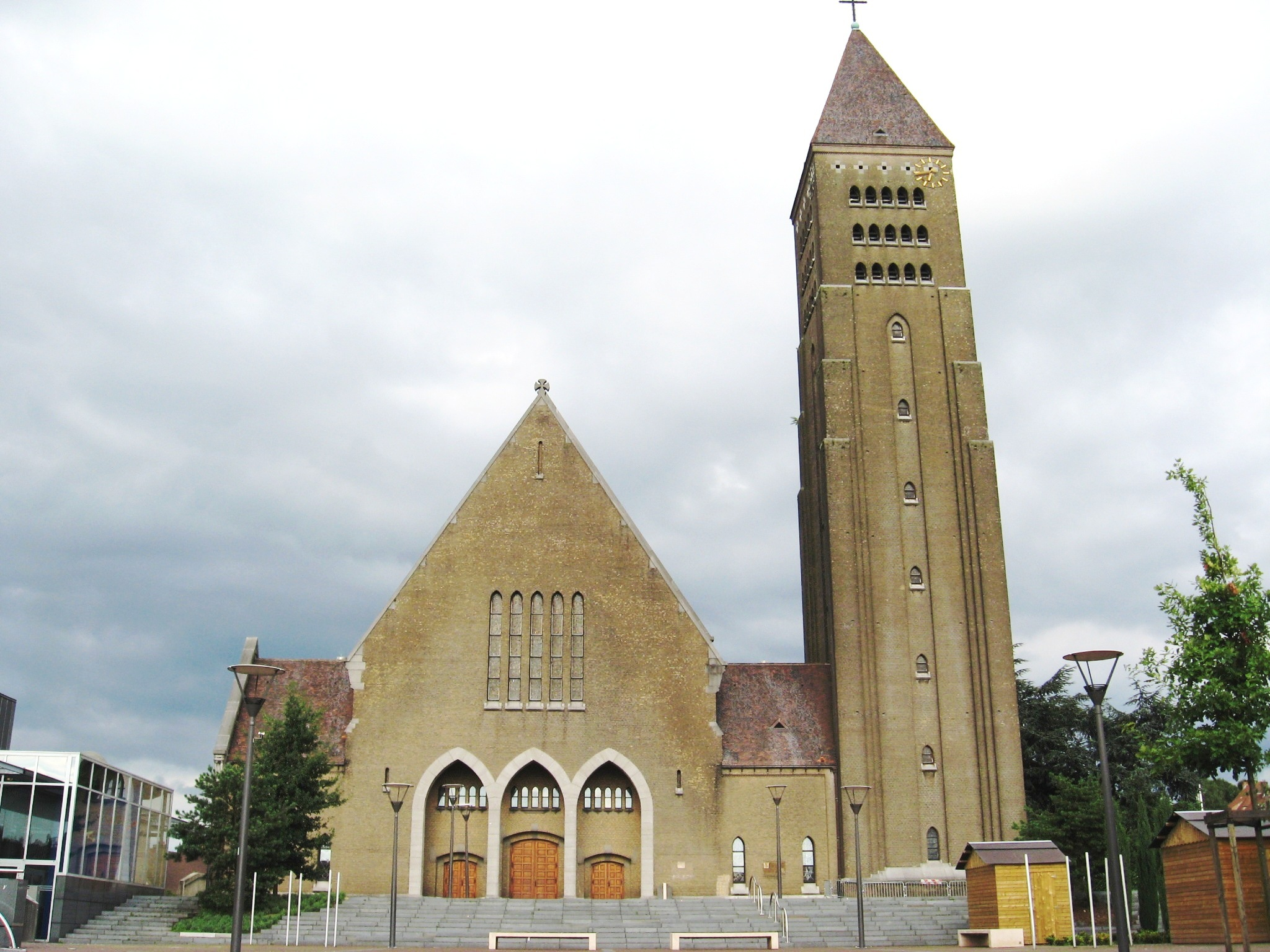
Een modern gotisch kerkgebouw: De Sint-Martinuskerk te Genk

Onder moderne gotiek verstaat men in Vlaanderen een 20e-eeuwse traditionalistische bouwstijl voor kerken, gewoonlijk uitgevoerd in baksteen.
In tegenstelling tot de neogotiek, waarvan de bouwwerken gekenmerkt worden door een rijke, aan de Middeleeuwen ontleende, ornamentiek, zijn modern gotische gebouwen veel soberder en gaat de architect veel vrijer met de gotische traditie om. De aan de gotiek ontleende vormen zijn gewoonlijk gestileerd.
Vaak is het vooral het gebruik van spitsbogen dat aan de gotiek herinnert. Door hun bouwvolume kunnen modern gotische gebouwen zeer monumentaal zijn. Er bestaan echter ook bescheiden kerkgebouwen in deze trant.
Modern gotische kerken werden vooral gedurende de decennia omstreeks het midden van de 20e eeuw gebouwd. De stijl staat tegenoven het modernisme, dat traditionalistische elementen uitsluit en waarbij ook in de kerkenbouw zichtbaar gebruikgemaakt wordt van nieuwe materialen als beton en metaal, en nieuwe functionele vormen als doosvormige gebouwen, rechthoekige vensters en dergelijke.